# Very Bad Things
Very Bad Things (Brasil: Uma Loucura de Casamento / Portugal: Eram Todos Bons Rapazes) é uma comédia policial de humor negro, dirigida por Peter Berg. É estrelado por Jon Favreau, Cameron Diaz, e Jeremy Piven, tendo como co-adjuvantes Daniel Stern, Christian Slater, Jeanne Tripplehorn, e Berg como roteirista/diretor.

## Enredo
Antes de seu casamento com a noiva Laura, Kyle Fisher organiza uma despedida de solteiro em um hotel de Las Vegas com seus amigos: Charles Moore, Robert Boyd, os irmãos Adam e Michael Berkow. Michael paga Tina, uma stripper / prostituta, pelo sexo no banheiro que morre durante o sexo depois que sua cabeça é acidentalmente empalada por um gancho de roupa em uma porta. Logo depois disso, um guarda de segurança vem investigar o ruckus e descobre o cadáver de Tina. Em desespero, Boyd esfaqueia o guarda até a morte. Boyd convence o grupo a desmembrar os corpos, enterrá-los no deserto e nunca mais falar disso.
No jantar de ensaio, Adam racha sob a pressão, levando a um confronto com Michael fora. A luta é quebrada e Michael está convencido de sair. Ao sair, ele tenta empurrar o jipe para a minivana querida de Adão. Adam corre na frente de sua van e é esmagado na colisão. No hospital, Adam sussurra algo para sua esposa Lois antes de morrer, enquanto Boyd olha através de uma janela de vidro.
Lois exige respostas sobre o que aconteceu em Las Vegas. Fisher compõe uma história sobre Adam dormindo com uma prostituta. Boyd, suspeitando que ela não acredita neles, mata Lois. Mais tarde, Boyd chama Fisher e Moore para trazer Michael para a casa, onde ele o mata. Ele inventou uma história sobre um triângulo amoroso de Michael / Lois / Adam para responder a qualquer interrogatório da polícia. Após esses eventos e sendo nomeado beneficiário da propriedade de Adam e Lois, Fisher quebra e confessa a história a Laura, que exige que o casamento que ela sonhou sobre prosseguir conforme planejado.
No dia do casamento, Boyd confronta Fisher, exigindo o dinheiro da apólice de seguro de vida de Adam. Fisher se recusa e uma briga se desencadeia, que termina com Laura Bludgeoning Boyd. Durante a cerimônia, Fisher e Moore percebem que Boyd tem as alianças de casamento. Moore vai recuperá-los, abrindo uma porta que bate Boyd descendo uma escada onde ele morre. Laura exige que Fisher enterre o corpo de Boyd no deserto e, em seguida, assegure-se de que não há limites soltos ao matar Moore. Em última análise, Fisher não pode passar com o ato e, como ele dirige para casa, ele perde o foco e trava em um carro que se aproxima.
Após a colisão, Fisher teve as duas pernas amputadas abaixo do joelho e Moore é cérebro danificado e confinado a uma cadeira de rodas motorizada, deixando Laura cuidar de todos eles além de criar os filhos de Adão. Quando Laura observa a fútil tentativa de Fisher de controlar os dois meninos, ela percebe sua vida e os sonhos estão totalmente arruinados e sofrem uma queda nervosa quando ela sai correndo da casa e colapsa gritando na rua.

## Elenco
- Christian Slater como Robert Boyd
- Cameron Diaz como Laura Garrety-Fisher
- Jon Favreau como Kyle Fisher
- Daniel Stern como Adam Berkow
- Jeremy Piven como Michael Berkow
- Leland Orser como Charles Moore
- Jeanne Tripplehorn como Lois Berkow
- Joey Zimmerman como Adam Berkow Jr.
- Kobe Tai como Tina

## Produção
Very Bad Things foi conhecido por ter um enredo muito semelhante ao Stag, um filme que foi ao ar originalmente na HBO em junho de 1997. O diretor Peter Berg disse ao The A.V. Club em 1998, "Veja, a primeira vez que ouvi sobre Stag foi depois de terminar de escrever o roteiro de Very Bad Things. Quando estávamos no ponto de conseguir o financiamento do filme, pedimos a um advogado que examinasse o roteiro e o filme para garantir que não houvesse muitas semelhanças. Quer dizer, havia coisas que precisávamos mudar; por exemplo, um dos personagens do filme era um padeiro, e também havia um padeiro em nosso roteiro, então tivemos que mudar algumas coisas muito pequenas. Mas, pelo que entendi, os dois filmes têm abordagens muito diferentes do material. Vou dizer o seguinte: acho que seria interessante conseguir, tipo, três diretores diferentes—digamos, Soderbergh, Spielberg, e Coppola—e fazer com que todos contem exatamente a mesma história de uma maneira diferente."

## Recepção
No Rotten Tomatoes, o filme tem um índice de aprovação de 41% com base em avaliações de 58 críticos, com o consenso, "Maligno e vazio". No Metacritic, tem uma pontuação de 31% com base nas avaliações de 24 críticos, indicando "avaliações geralmente desfavoráveis". O público entrevistado pela CinemaScore deu ao filme uma nota "B" na escala de A a F.
Roger Ebert escreveu que Very Bad Things "não é um filme ruim, apenas repreensível". Alguns críticos apreciaram a abordagem a sangue-frio. Maitland McDonagh, do TV Guide, escreveu: "Em um mundo repleto de sitcoms de filmes rudes, o pior cenário possível de Berg realmente se sustenta sozinho".